# Брюнофф, Сесиль де
Сеси́ль де Брюно́фф (фр. Cécile de Brunhoff), урождённая Сабуро́ (Sabouraud; 16 октября 1903, Париж — 7 апреля 2003, Булонь-Бийанкур) — создательница главного персонажа серии книжек-картинок о слоне Бабаре, получившей мировую известность. Жена Жана де Брюноффа, мать Лорана де Брюноффа.

## Биография
Сесиль Сабуро родилась в 1903 году в Париже. Её отцом был известный врач-дерматолог Реймон Сабуро; мать умерла, когда Сесиль была ещё ребёнком. Брат Сесиль, Эмиль Сабуро, стал известным художником.
Сесиль Сабуро окончила Нормальную школу музыки по классу фортепиано; её преподавателем был Альфред Корто. Впоследствии работала в Нормальной школе преподавателем бо́льшую часть своей жизни.
В 1924 году Сесиль вышла замуж за художника Жана де Брюноффа. У них родились трое сыновей: Лоран (1925), Матьё (1926) и Тьерри (1934), впоследствии ставший, как и мать, пианистом.
Летом 1930 года, когда семья отдыхала в Шесси, Сесиль рассказала Лорану и Матьё придуманную ею сказку, главным героем которой был маленький слонёнок. Он родился в лесу, но когда его мать убил злой охотник, перепуганный слонёнок убежал в город. Там он купил себе красивую одежду, пережил множество приключений и, наконец, возвратился в джунгли. Сказка так понравилась детям, что отец решил записать её и проиллюстрировать, несколько изменив сюжет и дав слонёнку имя Бабар. Изначально книга предназначалась для семейного круга, однако брат Жана де Брюноффа убедил его опубликовать историю о слоне. В 1931 году в издательстве Jardin des Modes вышла первая книга из последующей серии о Бабаре — «История Бабара» (Histoire de Babar). Изначально предполагалось, что на титульном листе будут указаны имена двух авторов — Жана и Сесиль — однако Сесиль сочла свою роль в создании книги слишком незначительной и отказалась от соавторства.
В 1937 году Жан де Брюнофф, страдавший туберкулёзом позвоночника, умер. Сесиль более не выходила замуж и посвятила себя воспитанию детей. Перед смертью Жан успел создать ещё шесть книг о Бабаре, имевших большой успех, однако когда различные издательства хотели приобрести права на книжную серию и продолжить её, Сесиль отвечала отказом. В 1946 Лоран де Брюнофф продолжил дело отца, создав первую из собственных книжек о Бабаре, за которой затем последовало множество других. По состоянию на 2011 год издательством Hachette Jeunesse было выпущено 75 альбомов, переведённых на 27 языков, число продаж которых по всему миру составило 13 миллионов экземпляров.
Придуманный Сесиль де Брюнофф персонаж обрёл мировую популярность; его называли «одним из любимейших персонажей детских книг всех времён», «самым детским персонажем на свете», «универсальным символом детства». По мотивам историй о Бабаре сняты многочисленные мультфильмы и мультсериалы; Франсис Пуленк и Николай Березовский посвятили ему музыкальные произведения; в 2006 году Почта Франции выпустила посвящённую ему марку тиражом 17 миллионов экземпляров. В 2011 году, в честь восьмидесятилетнего юбилея Бабара, в Национальной библиотеке Франции и в Музее декоративного искусства прошли посвящённые ему выставки.
Сесиль де Брюнофф умерла в 2003 году в Париже, в возрасте 99 лет. Крупнейшие мировые издания посвятили ей некрологи: Le Monde, The New York Times, The Telegraph, Der Tagesspiegel, «Коммерсантъ» и др.